# Ramon Folc VI de Cardona
|  | Per a altres significats, vegeu «Folc». |

Ramon Folc VI de Cardona (26 de maig de 1259 - 31 d'octubre de 1320), anomenat el Prohom Vinculador, fou vescomte de Cardona (1276-1320) i governador de Girona.
Després d'encapçalar una revolta contra el rei el 1274 que acaba amb el seu empresonament, tornen a reconciliar-se el 1281 i es convertí en fidel col·laborador de Pere el Gran en la defensa contra la invasió francesa de la Croada contra la Corona d'Aragó del 1285, participant en la defensa de Girona, que finalment va lliurar al croat Roger Bernat III de Foix el 7 de setembre de 1285, amb qui va pactar una treva de vint dies a partir del 19 d'agost prometent-li lliurar la plaça si passat aquest temps el rei no enviava a Girona l'ajut que els havia promès. El 7 de setembre, al terme dels vint dies fixats i no havent rebut l'ajuda del Rei Pere, la ciutat es va rendir als assetjadors.
Seguirà amb la seva fidelitat reial amb Alfons II el Franc i Jaume II el Just. El 1302, fou conseller de Gastó I de Foix, fill del seu cosí Roger Bernat III de Foix, quan aquest va morir.
Va ser enterrat al monestir de Poblet.

## Antecedents familiars
Fill de Ramon Folc V de Cardona i Sibil·la d'Empúries.

## Núpcies i descendents
Es casà amb Toda Pérez d'Urrea en 1279 amb qui no tingué cap fill.
Es casà amb Maria Álvarez de Haro en 1304 amb qui tingué dos fills:
- Ramon Folc VII de Cardona (28 de març de 1305 - 17 de juliol de 1332).
- Hug I de Cardona (1307 - 25 d'agost de 1334), successor al vescomtat de Cardona.

Extramatrimonialment, va tenir amb Flor de Pontiac set fills més:
- Guillem de Cardona, mort en 1330.
- Berenguer de Cardona, mort en 1331.
- Constança de Cardona, mort en 1325.
- Ramon de Cardona, casat amb Romia de Cervelló, mort en 1328.
- Sibil·la de Cardona, casat amb Guillem IV de Cervelló, senyor de Vilademàger i de Pontils.
- Brunissenda de Cardona.
- Pere de Cardona.

Molts d'ells van contraure matrimoni amb diversos germans de la família Cervelló.